# Lázaro Cárdenas kommun, Quintana Roo
Lázaro Cárdenas är en kommun i Mexiko.   Den ligger i delstaten Quintana Roo, i den östra delen av landet, 1 200 km öster om huvudstaden Mexico City. Antalet invånare är 7 150. Arean är 3 881 kvadratkilometer.
Terrängen i Lázaro Cárdenas är mycket platt.
Följande samhällen finns i Lázaro Cárdenas:
- Kantunilkin
- Ignacio Zaragoza
- Nuevo Xcán
- El Tintal
- Vicente Guerrero
- San Juan de Dios
- Nuevo Durango
- San Martiniano
- El Pocito
- Pacchen